# هيروكو كواتا
هيروكو كواتا (باليابانية: 桑田寛子) هي لاعب كرة مضرب يابانية، ولدت في 18 ديسمبر 1990 في اليابان.

## وصلات خارجية
- هيروكو كواتا على موقع رابطة محترفات التنس (الإنجليزية)
- هيروكو كواتا على موقع الاتحاد الدولي لكرة المضرب (الإنجليزية)
- هيروكو كواتا على موقع خلاصة التنس.كوم (الإنجليزية)
- هيروكو كواتا على موقع إي إس بي إن.كوم (الإنجليزية)